# پاپ پیوس یازدهم
پاپ پیوس یازدهم (به لاتین: Pius XI) ( تولد ۳۱ مه ۱۸۵۷ – درگذشت ۱۰ فوریه ۱۹۳۹ ) یکی از پاپ‌های کلیسای کاتولیک رم بود که در میلان به دنیا آمد و از ۱۹۲۲ تا ۱۹۳۹ میلادی پاپ بود.
در زمان پاپیِ وی قرارداد لاتران در سال ۱۹۲۹ توسط موسولینی منعقد شد و واتیکان به عنوان یک کشور مستقل اعلام موجودیت کرد.